# ملکه‌های مردگان
ملکه‌های مردگان (انگلیسی: Queens of the Dead) یک فیلم کمدی ترسناک آمریکایی آماده اکران به کارگردانی و نویسندگی تینا رومرو است. جیکل اسپیوی، کتی ام. اوبراین، مارگارت چو، برجیت لاندی پین و شاین جکسون در این فیلم به ایفای نقش پرداخته‌اند.

## داستان
این فیلم گروهی از درگ کوئین‌ها، بچه‌های کلوپ، و دشمنان دیوانه را دنبال می‌کند که باید درام‌های شخصی‌شان را کنار بگذارند و از مهارت‌های منحصربه‌فرد خود برای مبارزه با ارواح تشنه مغز استفاده کنند.

## ساخت
فیلمبرداری در ۲۵ اکتبر ۲۰۲۴ تمام شد.